# Patinatge

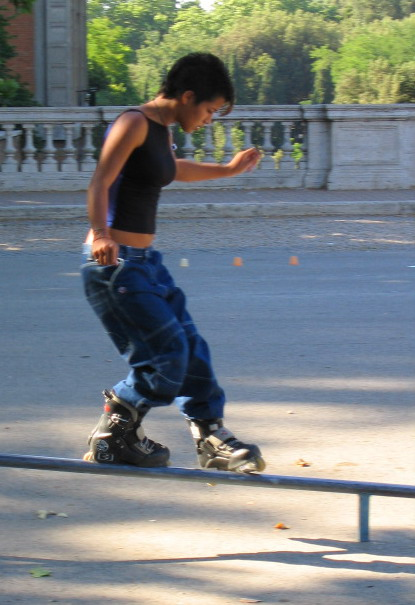
Patinadora a Roma (sobre patins).

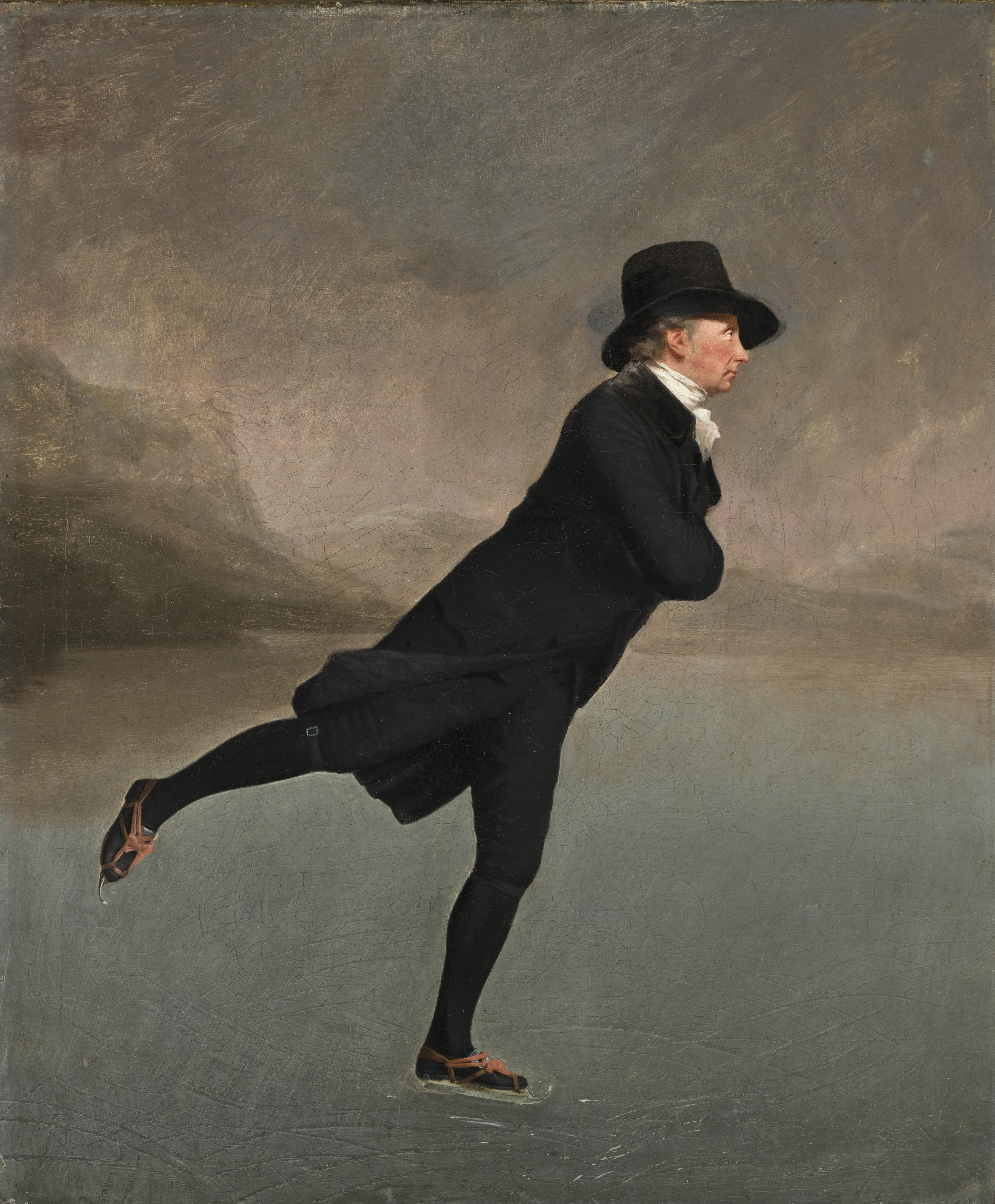
The Skating Minister (sobre gel).

El patinatge és un esport que consisteix a lliscar sobre una superfície regular, mitjançant uns patins (amb làmines metàl·liques verticals o quatre rodetes) col·locats als peus.

## Classificació
El patinatge es pot classificar en diverses categories des de diversos punts de vista:
- En funció del tipus de patins i de superfície en què es practica:
  - Patinatge sobre gel: El Patinatge sobre gel és un esport olímpic d'hivern que consisteix a lliscar amb patins per una superfície de gel.
  - Patinatge sobre rodes: Es desenvolupa en pistes que no siguin de gel, generalment d'asfalt, formigó, terrasso o parquet, que a més poden estar recobertes d'una capa de material plàstic (poliuretà, resina sintètica, etc.).

- En funció de l'activitat que s'hi desenvolupa:
  - Algunes modalitats d'hoquei: Esport d'equip que consisteix a impulsar una bola amb l'estic cap a la porteria defensada per l'equip contrari amb l'objectiu de marcar gols.
  - Patinatge artístic: Especialitat que consisteix a fer acrobàcies rítmiques sobre patins.
  - Patinatge de velocitat: Especialitat que consisteix a fer curses sobre patins.

## Especialitats esportives del patinatge
- Patinatge sobre gel
  - Hoquei sobre gel
  - Patinatge artístic sobre gel
  - Patinatge de velocitat sobre gel
  - Patinatge de velocitat en pista curta
  - Patinatge de velocitat sobre gel marató
  - Short Track
- Patinatge sobre rodes
  - Hoquei sobre patins
  - Hoquei sobre patins en línia
  - Patinatge artístic sobre rodes
  - Patinatge de velocitat sobre patins en línia
  - Patinatge freestyle slalom
  - Patinatge agressiu